# Jules Gubian
Jules Gubian est un artiste français, dessinateur, peintre et lithographe, né à Lyon le 27 mai 1805 (8 Prairial An XIII), et mort le 28 mai 1844.

## Biographie
Fils d'un père dessinateur, Jules Gubian est élève à l'École royale des Beaux-Arts de Lyon de 1817 à 1823, où il se fit notamment remarquer par des prix obtenus en dessin et en peinture. 
À partir de 1828, il commence sa carrière de lithographe en réalisant de nombreuses pièces, puis s'associe en 1834 à l'imprimeur lithographe Aurosset, avant d'imprimer rapidement seul en obtenant un propre brevet.
Avec sa femme Jeanne Anthelmette Couturier (1807-1852), il aura un fils qui, plus tard, entrera lui aussi à l'École royale des Beaux-Arts de Lyon.
À sa mort, sa femme reprend son brevet d'imprimeur.